# Bulbophyllum aphanopetalum
Bulbophyllum aphanopetalum är en orkidéart som beskrevs av Rudolf Schlechter. Bulbophyllum aphanopetalum ingår i släktet Bulbophyllum och familjen orkidéer. Inga underarter finns listade i Catalogue of Life.